# عبد المنعم بن عبد الله الفراوي
عبد المنعم بن عبد الله الفراوي فقيه وعالم وشيخ مِن رِوَاة الحَديثِ وهو مُسنَد خراسان ولد سنة 497 هـ وتوفيَ في أواخر شَعْبَان سنة 587 هـ وله تسعون عاماً، كان شافعي المَذهب وهو والد المُسنَد أبي الفتح منصور ابن الفراوي.

## نسبه
هو أبو المعالي عبد المنعم بن عبد الله ابن فقيه الحرم أبي عبد الله محمد بن الفضل بن أحمد الفراوي الصاعدي النيسابوري المُلقب بإبن الفراوي نسبه إلى فُرَاوة بالضم والفتح وهي بَلدة صغيرة في خوارزم.

## شيوخه
- محمد بن الفضل بن الفراوي.
- عبد الغفار بن محمد الشيروئي.
- أبو نصر بن القشيري.
- العباس بن أحمد الشقاني.
- ظريف بن محمد الحيري.

## تلاميذه
- مُعين الدين أبو حامد السهلكي.
- أبو عبد الله القرطبي الأنصاري.
- مكرم بن مسعود.
- الفقيه أحمد بن عبد الواحد الملقب بالبخاري.
- علي بن المبارك.
- إبراهيم بن خلف (السنهوري).

## مكانته
قال الذهبي عنه:
الشيخ العالم المُعَمر الأصيل مُسند خراسان. حدث بِنيسابور وَبغداد والحرمين وانتهى إليِهِ علو الإسناد ولَهُ أربعون حديثاً سَمعناها، وهو من بيت الرواية والعدالة.